# Kościół Matki Bożej przy Żłóbku w Kobylinie

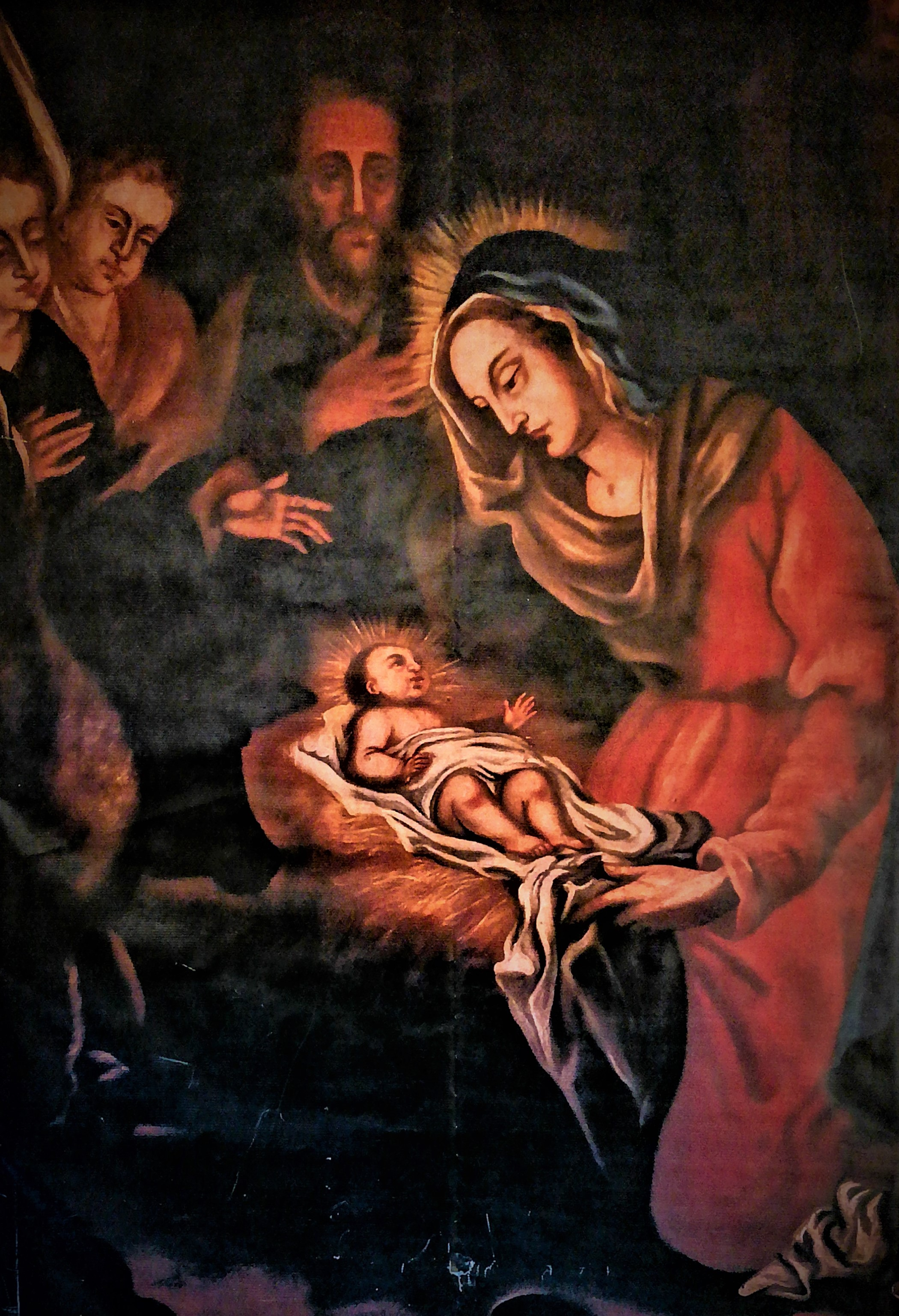
Matka Boża przy Żłóbku, XVIII wiek (fragment)

Kościół Matki Bożej przy Żłóbku w Kobylinie – rzymskokatolicki kościół klasztorny i parafialny należący do dekanatu krotoszyńskiego. Mieści się przy placu Andrzeja Glabera. Opiekę duszpasterską sprawują franciszkanie.

## Historia
Fundatorami pierwszego drewnianego kościoła i klasztoru nad Rdęcą byli właściciele dóbr kobylińskich: wdowa Katarzyna oraz jej synowie Wojciech, Mikołaj i Jan Klimak Kobylińscy. Zgodę na wzniesienie nowej siedziby bernardynów wyraził arcybiskup gnieźnieński Jan Sprowski w 1463 roku. Kościół wzniesiono pod koniec XV wieku. W poł. XVII w. kościół został zniszczony podczas potopu szwedzkiego. W 1707 roku ponownie zniszczyły go wojska rosyjskie. Prace restauracyjne zakończono ok. 1720 roku, nadając kościołowi charakter barokowy. Odbudowę finansowali Starkówieccy ze Starkówca. Prusacy zamknęli klasztor z przyległym kościołem w 1831 roku. Po I wojnie światowej klasztor i kościół objęli franciszkanie z Prowincji Wniebowzięcia Najświętszej Maryi Panny w Katowicach. W czasie II wojny światowej kościół używano jako magazyn. W latach 1949–1954 świątynia pełniła ponownie funkcję kościoła klasztornego franciszkanów. W latach 1954–1957 kościół i klasztor były miejscem internowania zakonnic z różnych zgromadzeń wysiedlonych z Ziem Odzyskanych. Po 1957 świątynia wróciła do rąk franciszkanów. Przy kościele franciszkanów bp Stanisław Napierała ustanowił 7 listopada 2008 roku nową parafię. 26 grudnia 2018 roku biskup kaliski Edward Janiak nadał kościołowi pw. Matki Bożej przy Żłóbku tytuł sanktuarium diecezjalnego.

## Architektura

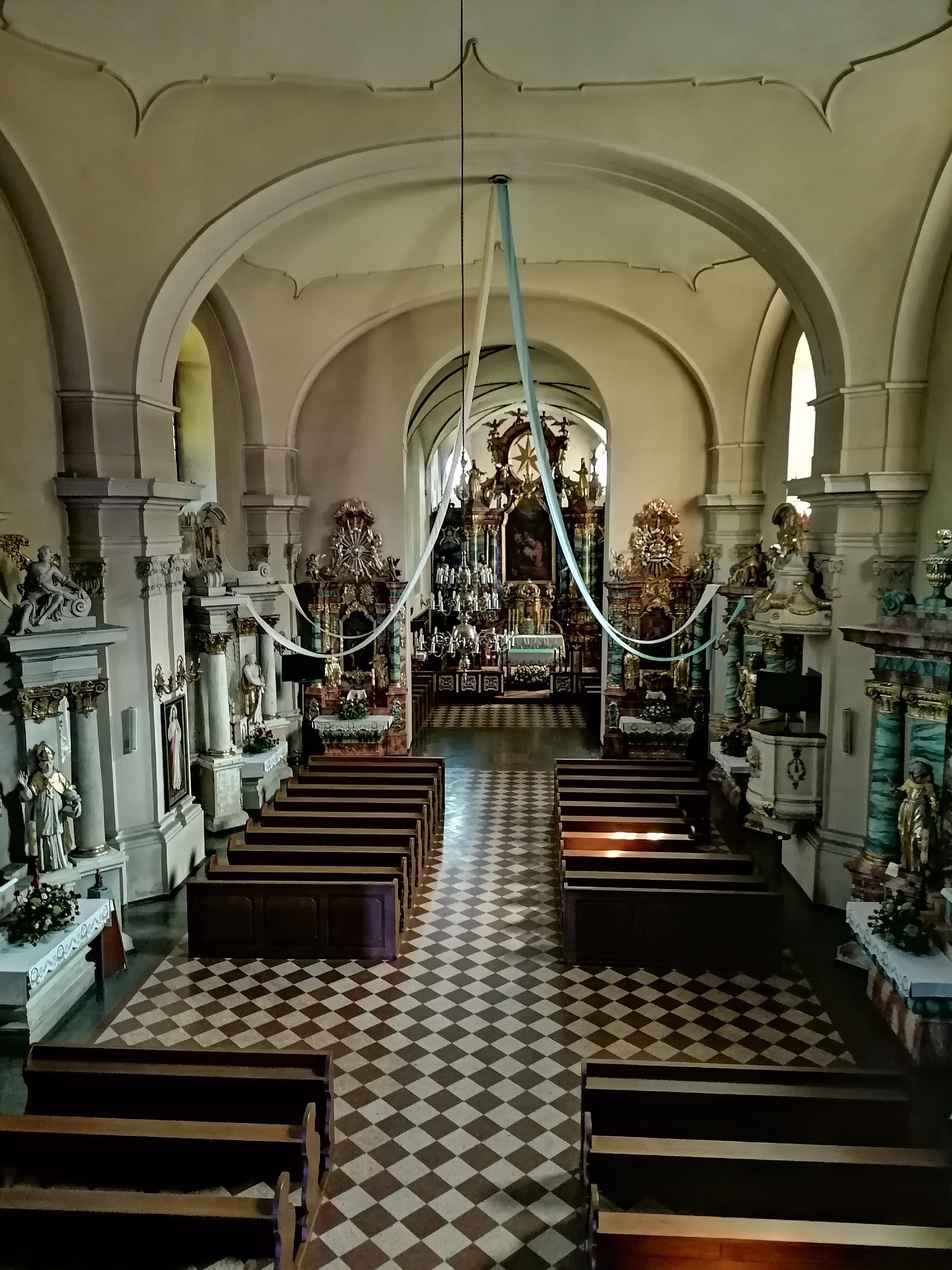
Wnętrze świątyni

Od strony wschodniej znajduje się gotyckie, nietynkowane, jednonawowe prezbiterium ze sklepieniem kolebkowym i lunetami. Obszerna nawa świątyni posiada sklepienie żaglaste dzielone gurtami. Budowla wzniesiona została z cegły. Fasada świątyni jest barokowa, trójdzielna. Fasadę zdobi rzeźba św. Franciszka z Asyżu, założyciela zakonu.

## Sztuka
W ołtarzu głównym znajduje się czczony obraz Matki Bożej z Dzieciątkiem z XVIII wieku. Ołtarz główny i ołtarze boczne barokowe i rokokowe pochodzą z XVIII wieku. W ołtarzach bocznych obrazyː Stygmatyzacja św. Franciszka, Św. Anna, Przywilej odpustu Porcjunkuli. W kruchcie znajduje się fragment późnorenesansowego nagrobka Jana Konarskiego wykonany z czerwonego marmuru. W skarbcu klasztornym przechowywane sąː
- barokowy pacyfikał z XVIII w.
- barokowa łódka na kadzidło z przełomu XVII i XVIII w.
- krzyż ołtarzowy drewniany z 1714 r.
- kapa i 2 dalmatyki z XVIII w.

Zachowały się równieżː
- portret trumienny Anny Rogalińskiej (+1693)
- portret trumienny Kazimierza Skórzewskiego (+ 1692)

## Pochowani w podziemiach
W podziemiach kościoła pochowani zostali zakonnicy i dobrodzieje, m.in.:
- Jan Konarski, kasztelan kaliski, fundator kościoła i klasztoru
- Samuel ze Skrzypny Twardowski (zm. 1661 r.), poeta i historyk[6]
- Hilary Umiński, dziadek bł. Edmunda Bojanowskiego[7]

## Organy
Instrument zbudował organmistrz Władysław Kaczmarek. Powstał on po II wojnie światowej. Prospekt i szafa pochodzą z poprzednich organów.
| Manuał I                                                                                                  | Manuał II | Pedał                                                   |
| Bordum 16' Pryncypał 8' Gamba 8' Gemshorn 8' Portunal 8' Oktawa 4' Kwinta 2 2/3' Mikstura 4 ch. Trąbka 8' | Pryncypał skrz. 8' Aeolina 8' Vox coelestis 8' Klarnet labialny 8' Kwintaton 8' Flet kryty 8' Flet harmoniczny 4' Pikolo 2' | Wiolon 16' Subbas 16' Oktawbas 8' Bombard 16' Trąbka 8' |

Dodatkowe registry: połączenia klawiatur: II-I, I-P, II-P, super I, super II, II-I Sub.